# AH-7614
AH-7614は、遊離脂肪酸受容体FFAR4（GPR120）の強力で選択的な受容体拮抗薬として作用する実験薬であるが、受容体逆作動薬または陰性アロステリック調節因子としても記述されている 。FFAR4のアゴニストは抗炎症作用を持ち、糖尿病や肥満などの様々な疾患の治療で注目されており、選択的FFAR4受容体拮抗薬であるAH-7614は、この受容体の機能を研究するために重要である。